# Schepdaal
Schepdaal är en ort i Belgien.   Den ligger i provinsen Flamländska Brabant och regionen Flandern, i den centrala delen av landet, 11 km väster om huvudstaden Bryssel. Schepdaal ligger 76 meter över havet och antalet invånare är 5 331.
Terrängen runt Schepdaal är huvudsakligen platt. Schepdaal ligger uppe på en höjd. Runt Schepdaal är det tätbefolkat, med 762 invånare per kvadratkilometer.. Närmaste större samhälle är Bryssel, 10,8 km öster om Schepdaal. 
Trakten runt Schepdaal består till största delen av jordbruksmark.